# Adolf
Az Adolf germán eredetű név, elemeinek jelentése: nemes és farkas  (adel + wolf). Női párja az Adolfina.

## Gyakorisága
Az újszülötteknek adott nevek körében az 1990-es években szórványosan fordult elő. A 2000-es és a 2010-es években sem szerepelt a 100 leggyakrabban adott férfinév között.
A teljes népességre vonatkozóan a 2000-es és a 2010-es években az Adolf nem szerepelt a 100 leggyakrabban viselt férfinév között.

## Névnapok
- február 11.[2]
- június 17.[2]

## Idegen nyelvi változatai
- Adolf (német)
- Adolfo (eszperantó, olasz, spanyol)
- Adolphe (francia)

## Híres Adolfok

### Magyarok
- Fényes Adolf festőművész
- Huszár Adolf szobrász
- Zukor Adolf magyar (származású) amerikai filmrendező, producer
- Laky Adolf ötvösművész

### Külföldiek
- Adolf Dassler német vállalkozó, az Adidas alapítója
- Adolf Eichmann nemzetiszocialista tiszt
- Adolf Eugen Fick német fiziológus, a Fick-törvények megalkotói
- Adolf Gaston Eugen Fick német szemész, a kontaktlencse feltalálója
- Adolf Galland német Luftwaffe tisztje, a II. világháborús német haderő legfiatalabb tábornoka
- Adolf Hitler osztrák származású német politikus, diktátor
- Adolfo de la Huerta mexikói elnök
- Adolph Kolping katolikus pap , a Kolping szövetség megalapítója
- Adolf Loos Csehországban született osztrák iparművész
- Adolfo López Mateos mexikói elnök
- Adolf Meschendörfer erdélyi szász író
- Adolfo Ruiz Cortines mexikói elnök
- Adolf Szolomonovics Sájevics moszkvai főrabbi